# Гурони

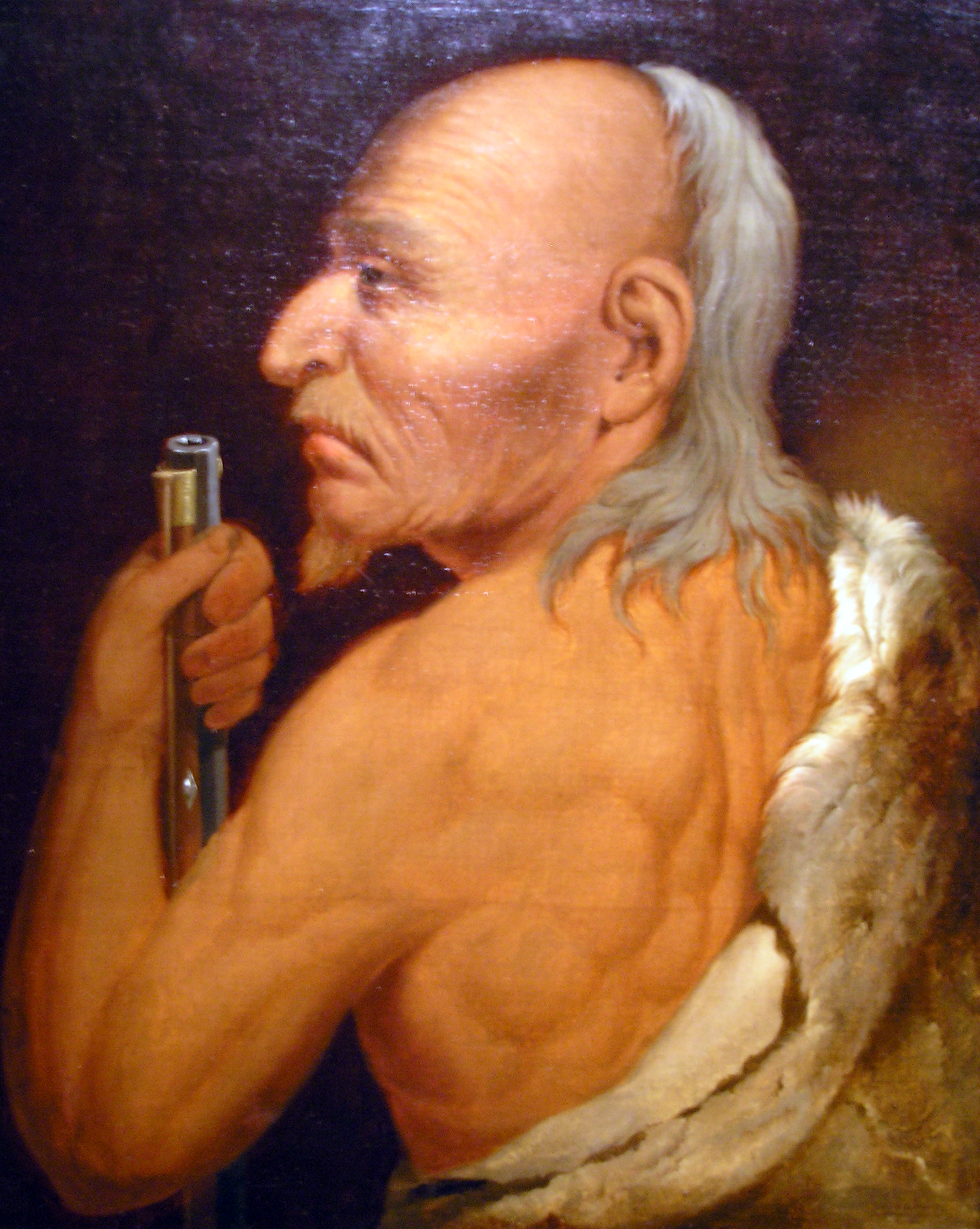
Вождь гуронів, мал. Пауля Кане (Paul Kane)

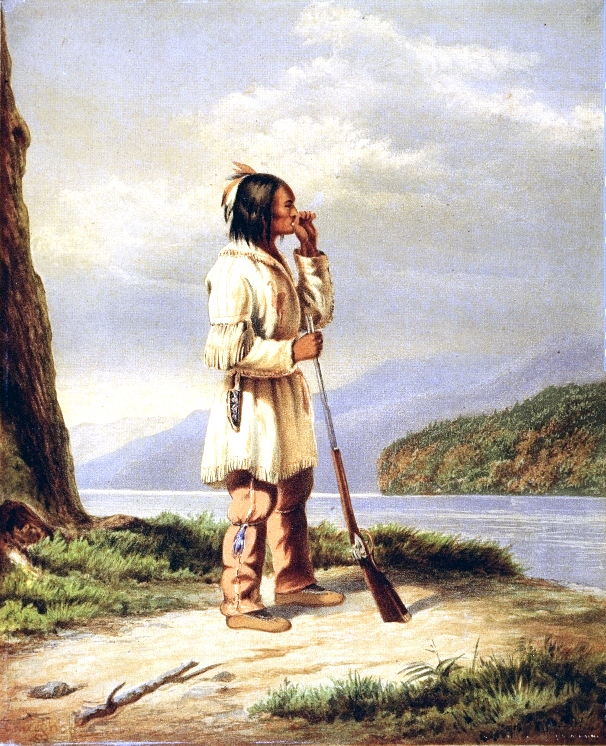
Гурон

Гурони, ваяндоти, самоназва wendat — колись могутній америндський народ в Північній Америці. Гуронська мова (нині мертва) належала до великої ірокезької групи. Відомо, що до європейського вторгнення їх чисельність доходила до 40 000.
Гурони займали в XVII століття всю площу (близько 6 000 кв. км) на північ від озера Онтаріо, річки Св. Лаврентія і східного берега озера Гурон. Гурони становили союз п'яти племен. Серед них з успіхом воювали францисканці, а з 1632 року — єзуїти.
У кінці XVII століття більша частина гуронів загинула у війнах з ірокезами. Одна частина їх була відведена єзуїтами в околиці Квебека, де вони збереглися (резервація Лоретвіль), не змішавшись з рештою населення. 1881 року їх налічували 280 осіб. Інша частина гуронів, відома як вайандоти, врятувалася на берегах Огайо, звідки в 1832 році 687 осіб переселилися до Канзасу, де в 1855 у отримали громадянські права. Тепер у США і Канаді проживає приблизно 4000 гуронів.
Гурони самі називали себе wendat. Ім'я «гурони» дали їм французи за їхнє скуйовджене, що нагадує кабана (hure), волосся.